# Экономика Мэна

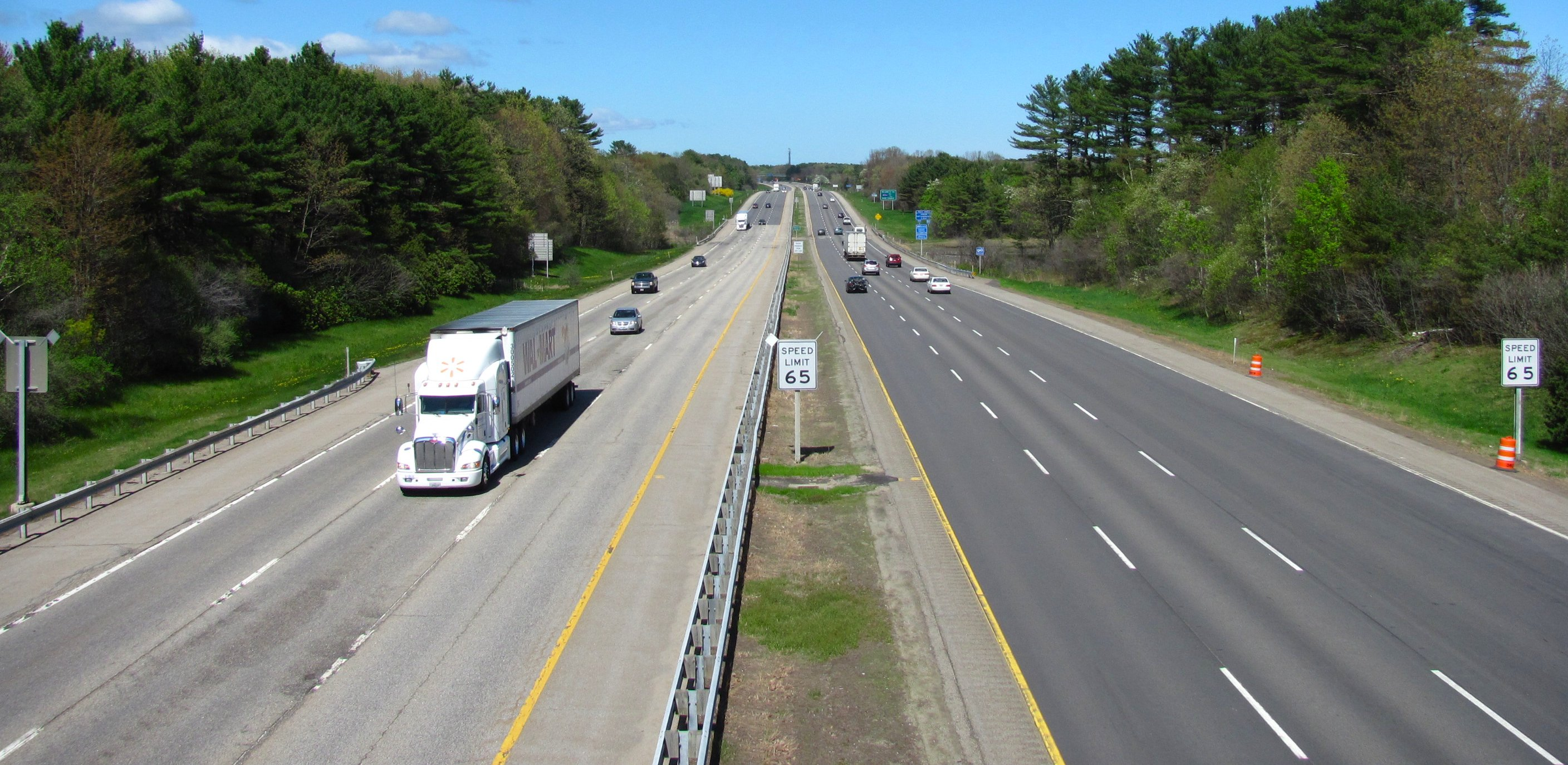
Трасса I-95 в Мэне

Экономика штата Мэн носит разносторонний характер со значительной долей торговли, медицинских, образовательных, транспортных, государственных и финансовых услуг. По состоянию на 2010 год валовой внутренний продукт Мэна составлял 52 млрд долларов (44-е место среди штатов США), а ВВП на душу населения — 34 592 долларов. В 2018 году уровень безработицы составлял 3,3 %.
Бумажная, текстильная и обувная промышленность штата в 1970 — 1990-х годах пережила глубокий кризис, большинство фабрик было закрыто.    

## Государственный сектор
Важнейшими государственными работодателями в Мэне являются база армии Национальной гвардии США в Хоултоне, городские власти Портленда, база Военно-воздушных сил Национальной гвардии США в Бангоре, Управление финансов и бухгалтерского учёта Министерства обороны США в Карибу, база Береговой охраны США в Рокленде и Почтовая служба США.

## Промышленность
Основными отраслями являются целлюлозно-бумажная промышленность, производство пиломатериалов и деревянной мебели, судостроение, производство электронного и авиационного оборудования, кожевенно-обувных изделий, продуктов питания, текстиля, цемента и биотехнологических продуктов. Пищевая промышленность специализируется на производстве мясных и молочных продуктов, соков и бутилированной питьевой воды. В Мэне добывают песок, гравий и гранит.
Важную роль сохраняет военное судостроение, ключевыми предприятиями являются верфь Bath Iron Works компании General Dynamics в Бате (строительство эсминцев) и государственная верфь Portsmouth Naval Shipyard в Киттери (ремонт подводных лодок). В портах имеется несколько судоремонтных доков и производителей деревянных каноэ. 
Другими крупными промышленными предприятиями являются завод ветеринарных препаратов Idexx Laboratories в Уэстбруке, завод авиационных двигателей Pratt & Whitney в Норт-Бервике, заводы микросхем ON Semiconductor и Texas Instruments в Саут-Портленде, завод военной техники General Dynamics в Сако, завод электроники DeLorme в Ярмауте (филиал группы Garmin), бумажные фабрики Verso Corporation в Джей и Румфорде, бумажные фабрики Sappi в Скаухигане и Уэстбруке, бумажная фабрика Twin Rivers Paper в Саут-Портленде, фабрика замороженного картофеля McCain Foods в Истоне, обувная фабрика New Balance в Скаухигане, пищевые фабрики Oakhurst Dairy и Barber Foods в Портленде, фабрика соусов и джемов Stonewall Kitchen в Йорке, завод металлоконструкций Hussey Seating Company в Норт-Бервике.
В Поленде (округ Андроскоггин) компания Nestlé производит бутилированную воду под брендом Poland Spring. В Мэне работает несколько пивоваренных компаний, в том числе Allagash Brewing и Shipyard Brewing (Портленд), Sea Dog Brewing (Бангор). Также в штате производят фруктово-ягодные бренди из яблок, клюквы, голубики и вино из гибридных сортов винограда. В Кеннебанке базируется производитель органических зубной пасты, жидкости для полоскания рта, мыла и дезодорантов Tom's of Maine (подразделение группы Colgate-Palmolive).

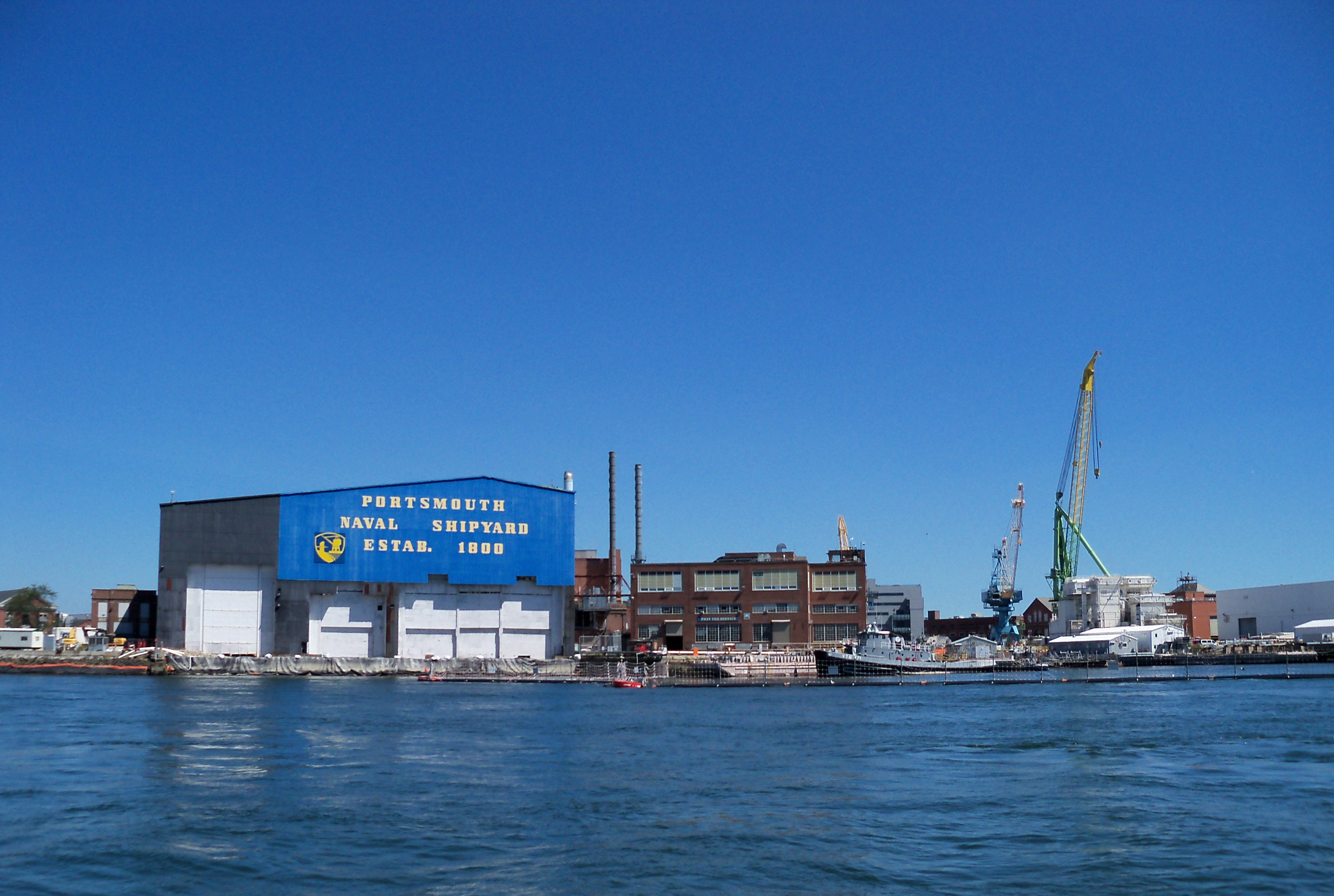
Portsmouth Naval Shipyard
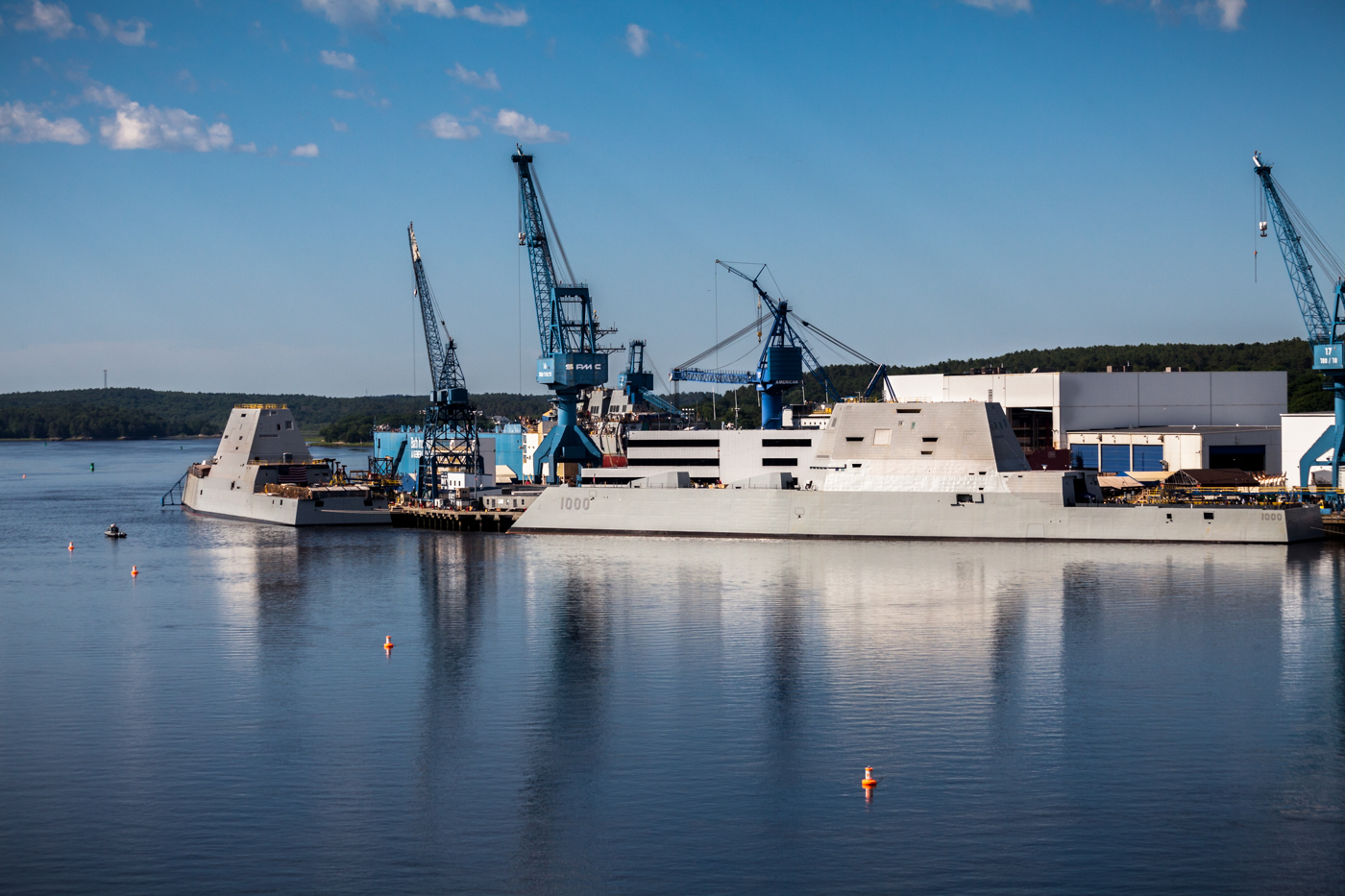
Bath Iron Works
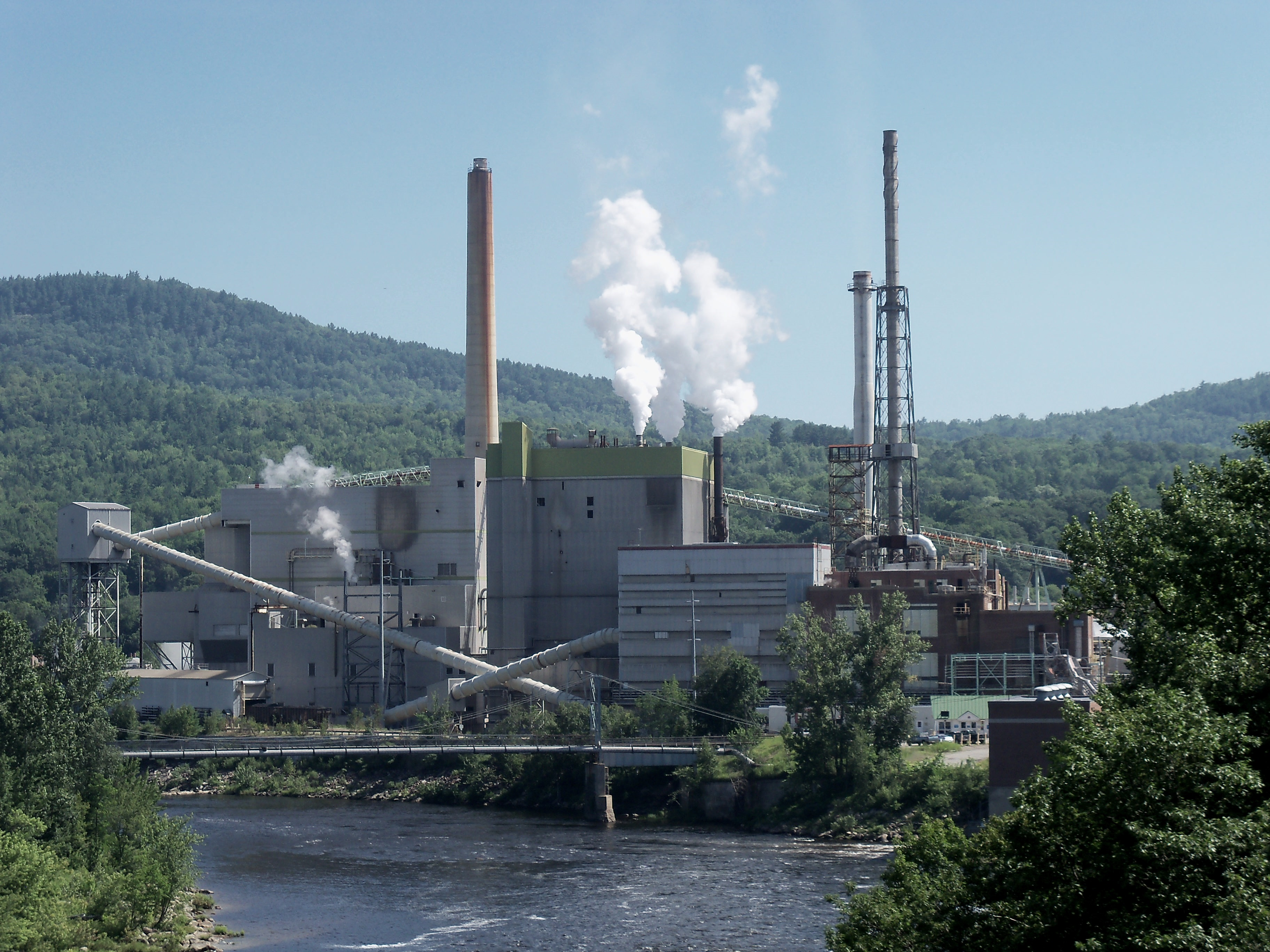
Бумажная фабрика в Румфорде
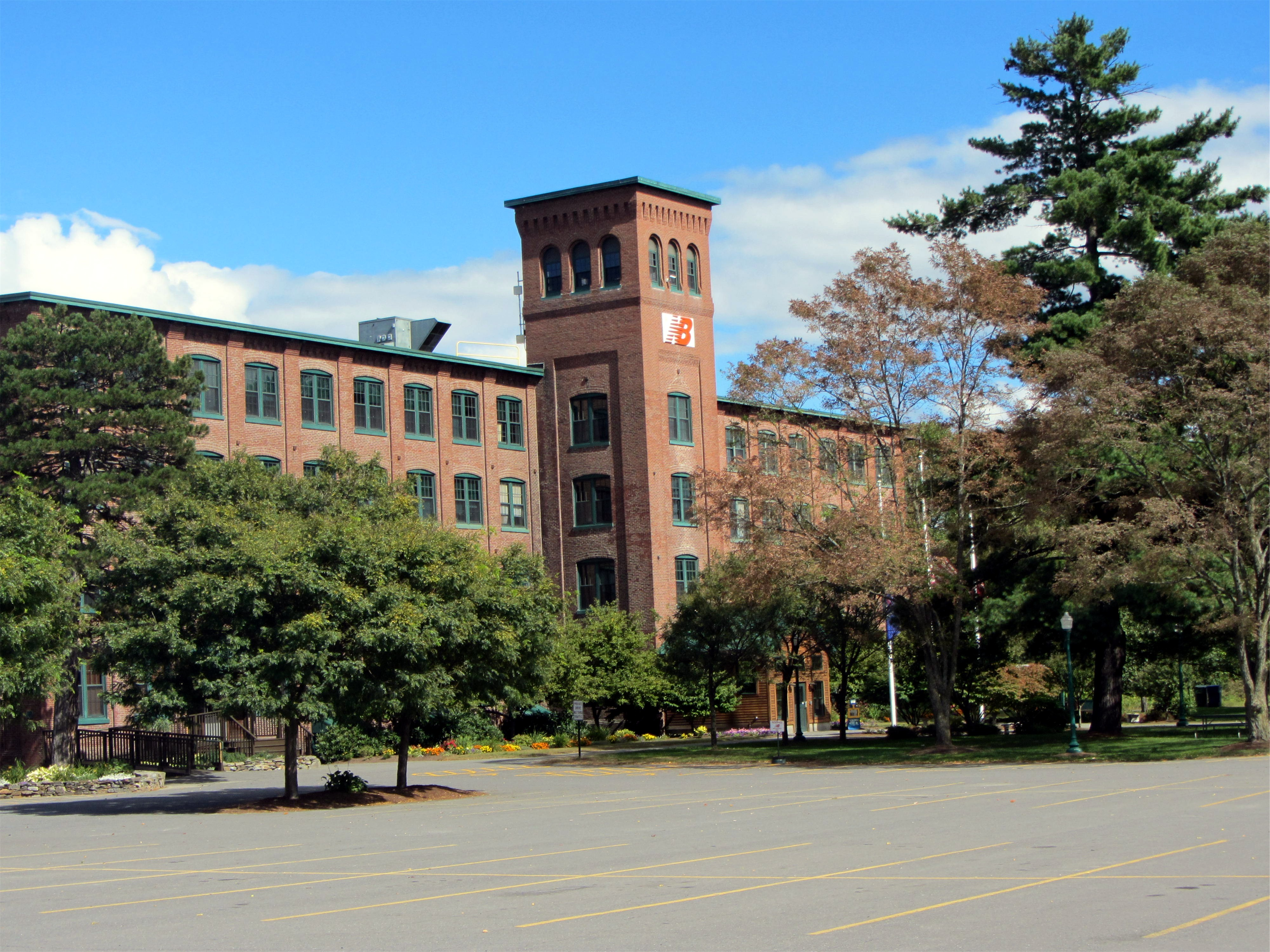
Фабрика New Balance в Скаухигане
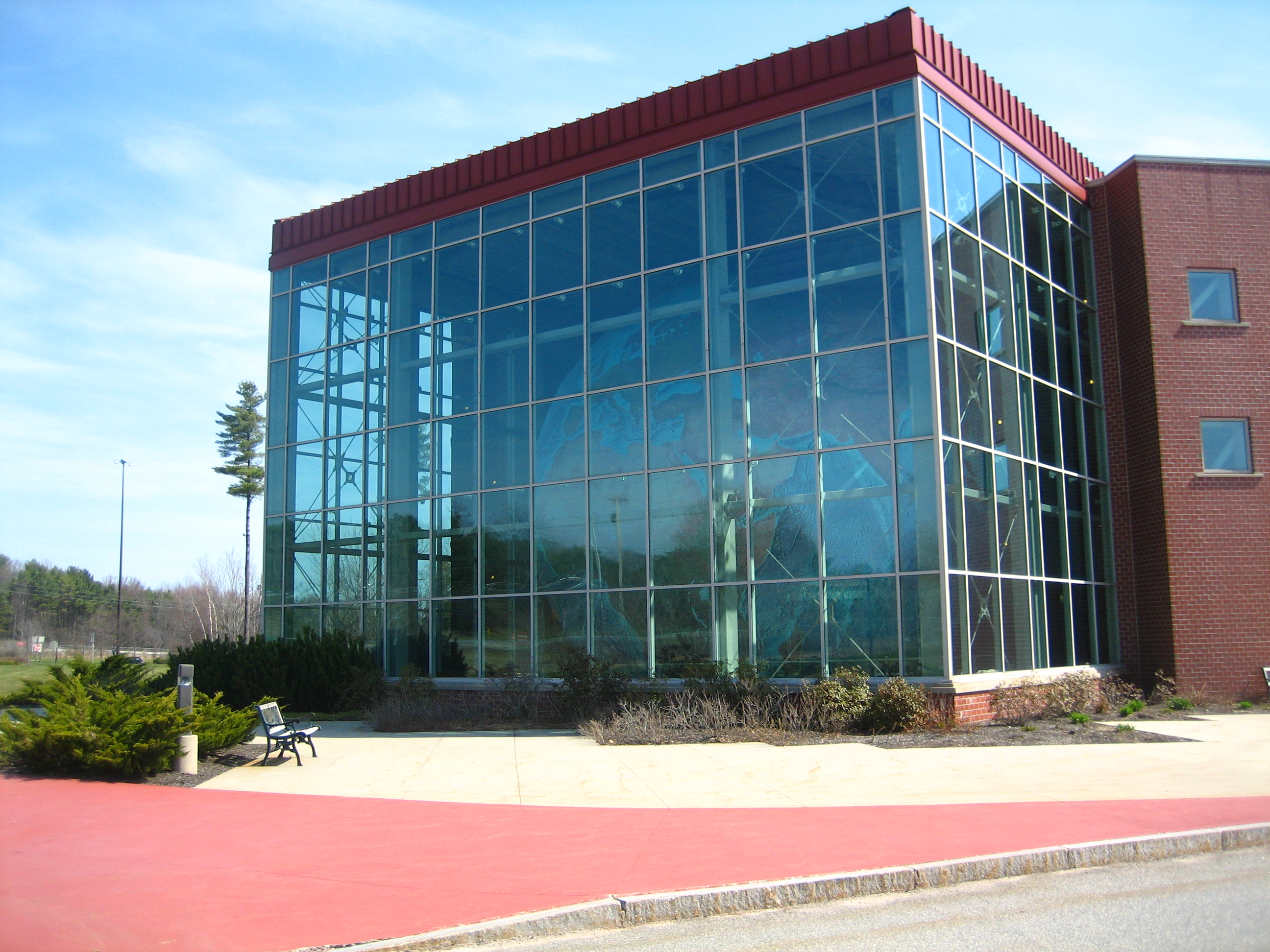
Офис DeLorme в Ярмауте
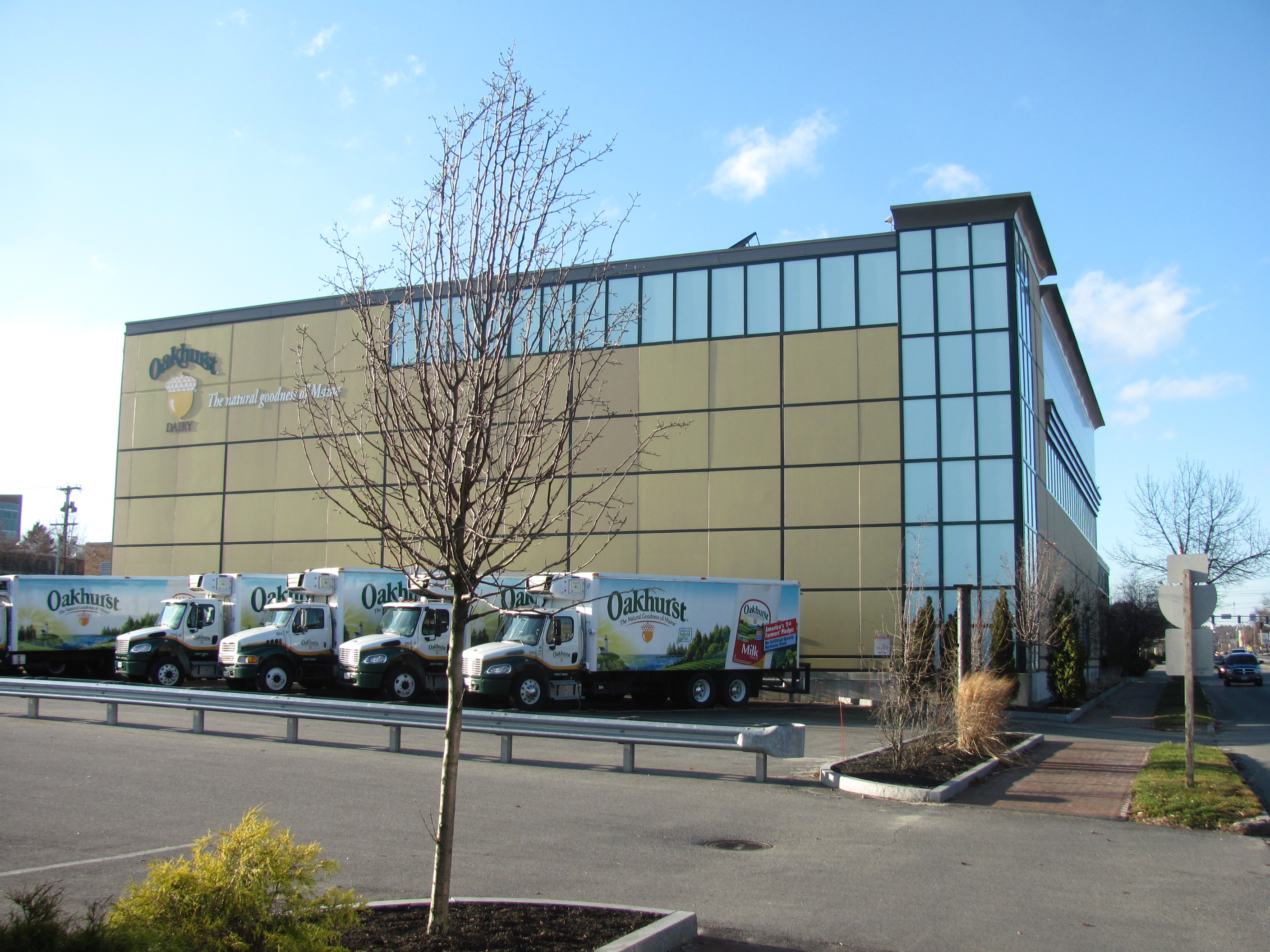
Oakhurst Dairy в Портленде

## Транспорт, инфраструктура и связь
Важнейшими транспортными узлами Мэна являются морской порт Портленда (перевалка нефти, контейнеров и насыпных грузов, а также паромные пассажирские перевозки, обслуживание круизных лайнеров и рыболовных судов), международные аэропорты Портленда (1,8 млн пассажиров) и Бангора (500 тыс. пассажиров). Штат пересекает оживлённая трасса I-95, связывающая Флориду с канадской границей. Важное значение имеет нефтепровод, связывающий Саут-Портленд с канадским Монреалем. 
Группа Pan Am Railways (Массачусетс) контролирует железнодорожные компании Boston and Maine Corporation, Maine Central Railroad Company и Portland Terminal Company, работающие в штате Мэн. Остальные дороги контролирует компания Central Maine and Quebec Railway (Нью-Йорк). В Портленде базируются телекоммуникационная компания Pioneer Telephone, чартерная авиакомпания Elite Airways и отделение Verizon Communications, в Окленде (округ Кеннебек) — отделение телекоммуникационной компании T-Mobile US (входит в состав группы Deutsche Telekom). Крупным работодателем в сфере логистики является United Parcel Service.

## Энергетика

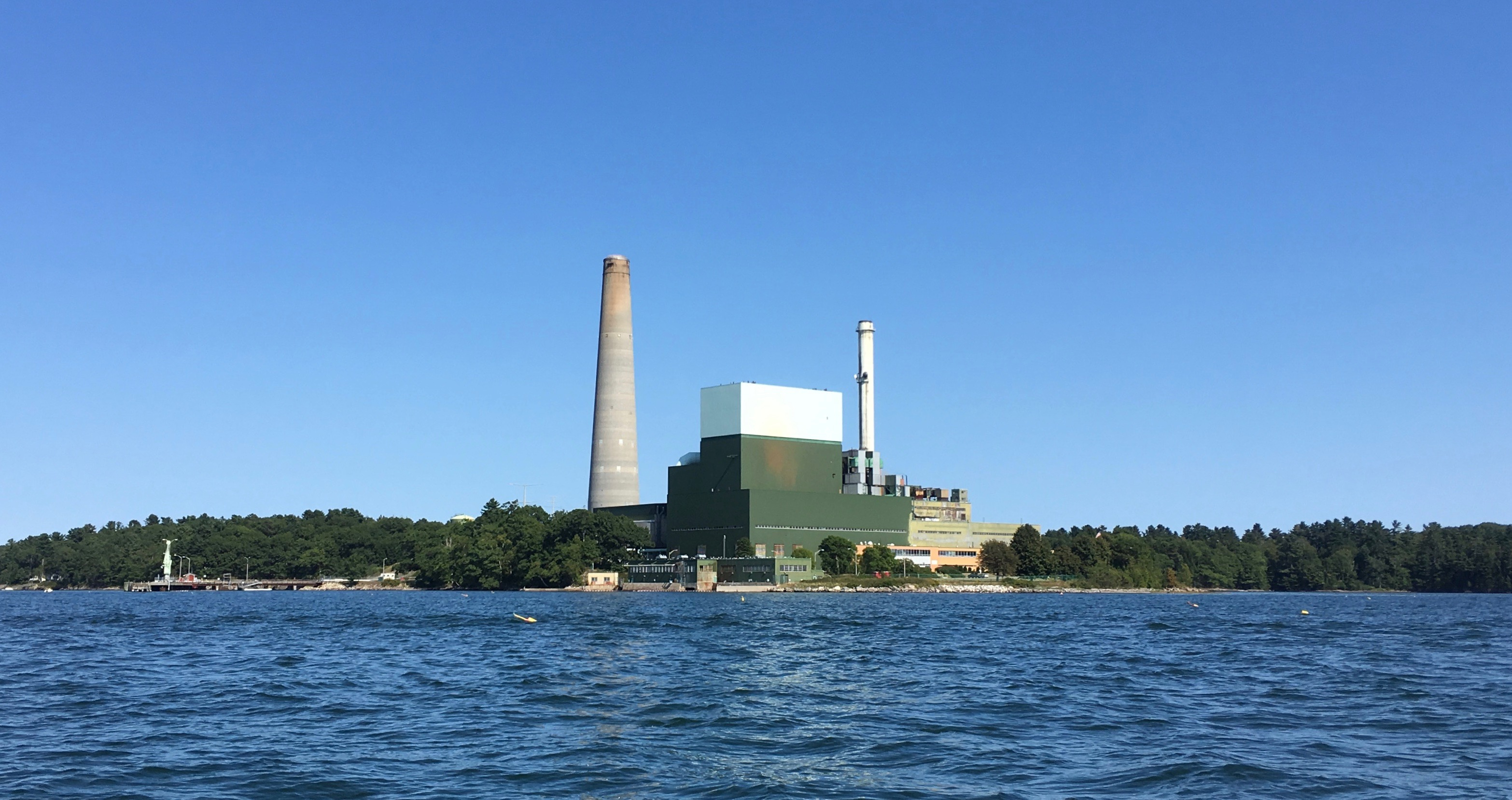
ТЭС в Ярмауте

В Ярмауте (округ Камберленд) расположена нефтяная ТЭС Уаймен, входящая в состав компании Central Maine Power (принадлежит энергетической группе Avangrid). Имеется несколько небольших речных ГЭС, крупнейшим инвестором в отрасль является группа NextEra Energy (Флорида). 
В Мэне построено несколько десятков ветряных электростанций («ветряных ферм») общей мощностью свыше 900 MW, которые в 2016 году вырабатывали около 14 % всей электроэнергии штата. Крупнейшими инвесторами являются компании SunEdison, TransCanada, Patriot Renewables, Novatus Energy и Fox Islands Electric Cooperative. Широко развита солнечная энергетика, большая часть солнечных панелей размещена на крышах жилых домов и промышленных предприятий.
В прошлом на побережье Атлантического океана в округе Линкольн функционировала АЭС Мэн Янки, закрытая в 1997 году.

## Торговля и ресторанный бизнес
В Скарборо базируется крупная сеть супермаркетов Hannaford, входящая в состав голландской группы Ahold Delhaize. Во Фрипорте расположена штаб-квартира сети магазинов L.L.Bean (одежда и товары для активного отдыха), в Уотервилле — штаб-квартира сети универмагов Marden's Inc, в Парисе — штаб-квартира сети заправок и магазинов C. N. Brown Company. В Оберне базируется крупная сеть шинных магазинов VIP Tires and Service, входящая в состав группы Quirk Tires and Service; в Портленде — сеть итальянских ресторанов Amato's; в Ороно — сеть итальянских ресторанов Pat's Pizza; в Киттери — сеть рыбных ресторанов Weathervane.  
Также в штате работают сети супермаркетов Walmart, Shaw's Supermarkets (группа Albertsons) и Target, сеть автозаправочных станций и универсамов Circle K, сети универмагов Macy’s, Sears и J. C. Penney, сети строительных и хозяйственных магазинов The Home Depot, Lowe’s и Aubuchon Hardware, сети аптек Rite Aid и McKesson, сеть магазинов электроники Best Buy, сеть зоомагазинов Petco, сети ресторанов McDonald’s, KFC, Taco Bell, Subway и Pizza Hut, сети кофеен Starbucks и Dunkin’ Donuts.
Крупнейшими торговыми центрами штата являются The Maine Mall (Саут-Портленд), Bangor Mall (Бангор) и Aroostook Centre Mall (Преск-Айл).

## Финансовые услуги
Крупнейшими работодателями в финансовом секторе являются страховая компания Unum (Портленд), Toronto-Dominion Bank (Портленд и Льюистон), Bank of America (Портленд), KeyBank (Портленд), Camden National Bank (Кэмден и Портленд) и кредитный союз TruChoice Federal Credit Union (Портленд). Кроме того, в штате представлены банки Wells Fargo, Morgan Stanley, Citizens Financial Group, NBT Bank и People's United Financial, страховые компании Anthem и Liberty Mutual, финансовая компания Fidelity Investments. 
В Саут-Портленде базируется крупный оператор платёжных систем WEX Inc., в Портленде — региональные Maine Merchant Bank и Casco Northern Bank, страховая компания Life Care Funding, в Бангоре — региональный Bangor Savings Bank, в Мачайасе — региональный Machias Savings Bank, в Гореме — региональный Gorham Savings Bank, в Льюистоне — региональные Northeast Bank и Androscoggin Bank, в Норвей — региональный Norway Savings Bank, в Кеннебанке — региональный Kennebunk Savings Bank, в Сако — кредитный союз PeoplesChoice Credit Union.

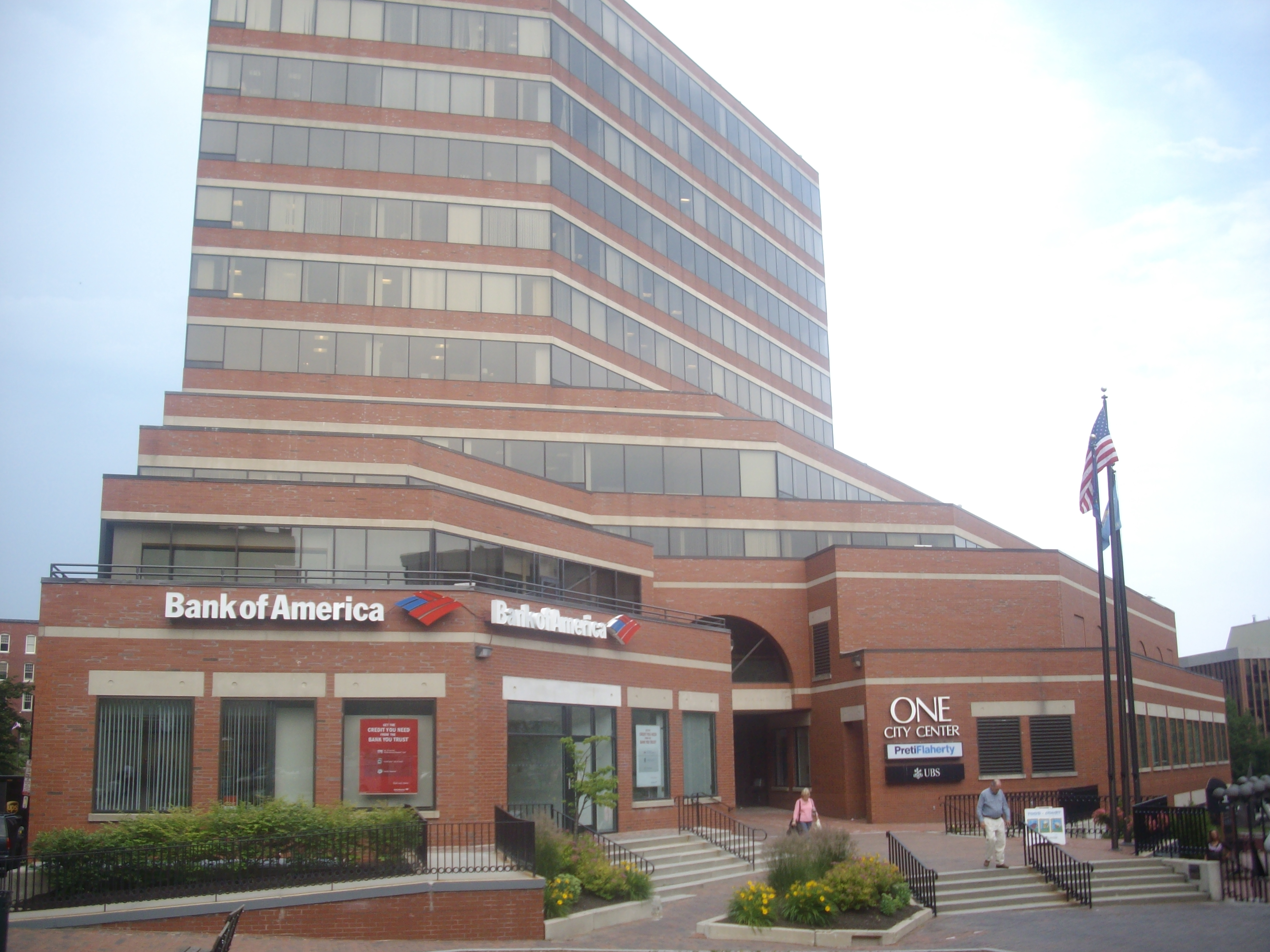
Bank of America
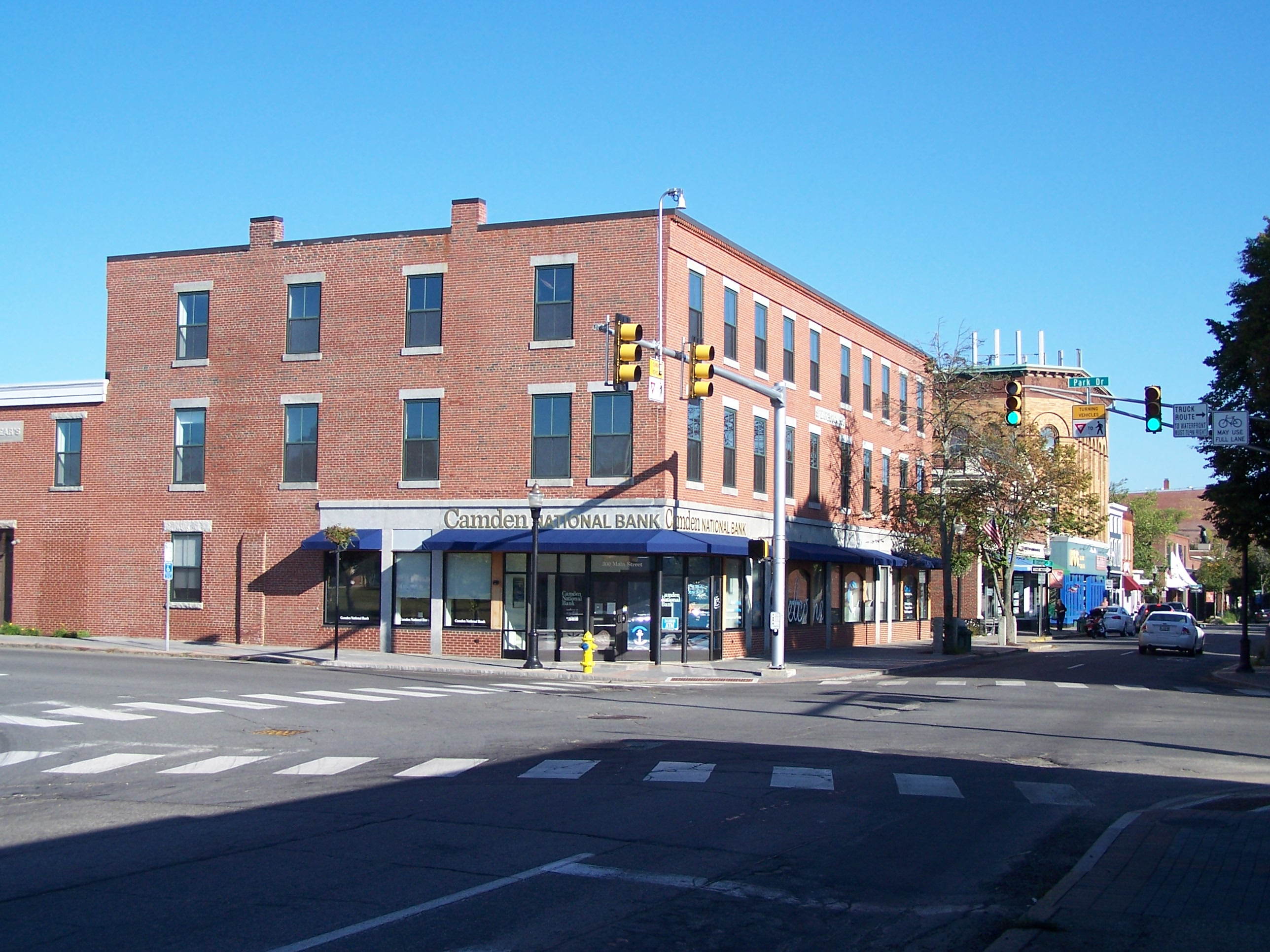
Camden National Bank
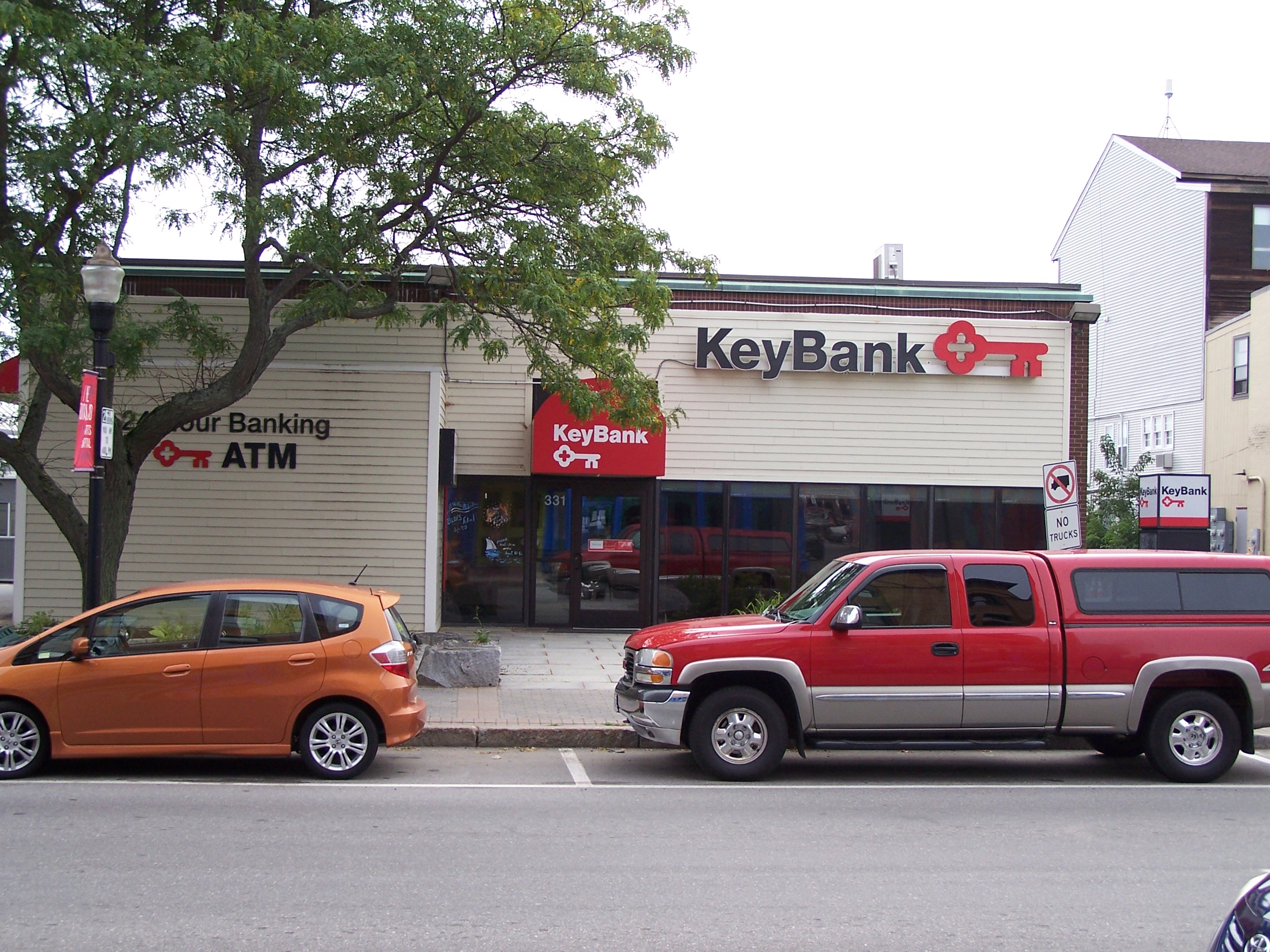
KeyBank
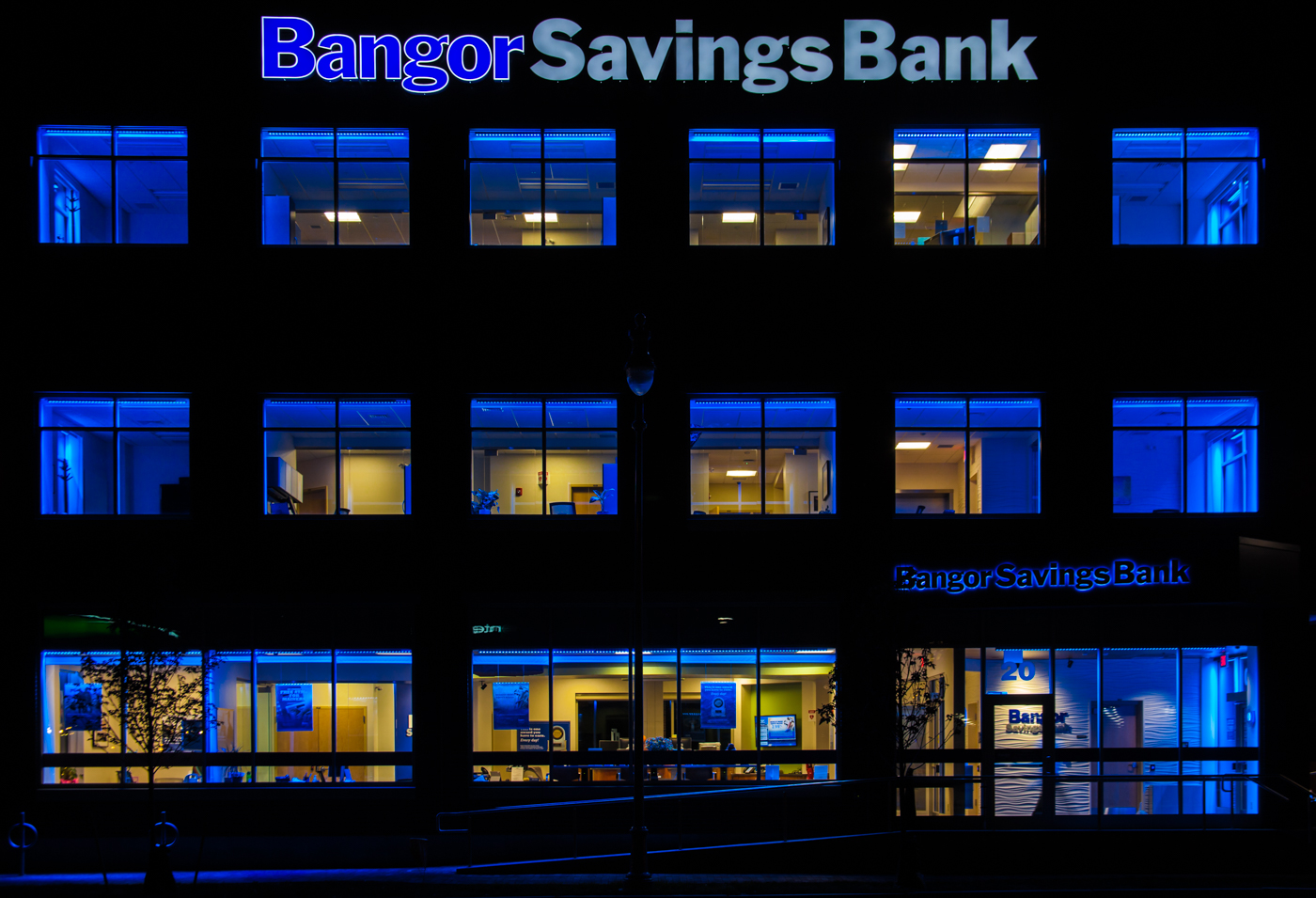
Bangor Savings Bank

## Медицина
Крупнейшими больницами штата по числу занятых являются Maine Medical Center (Портленд), Eastern Maine Medical Center (Бангор), Maine General Medical Center (Огаста), Central Maine Medical Center (Льюистон), Veterans Affairs Medical Center (Огаста), Pen Bay Medical Center (Рокленд), Saint Mary's Regional Medical Center (Льюистон), Southern Maine Health Care (Биддефорд), Maine General Medical Center (Уотервилл) и Mercy Hospital (Портленд).

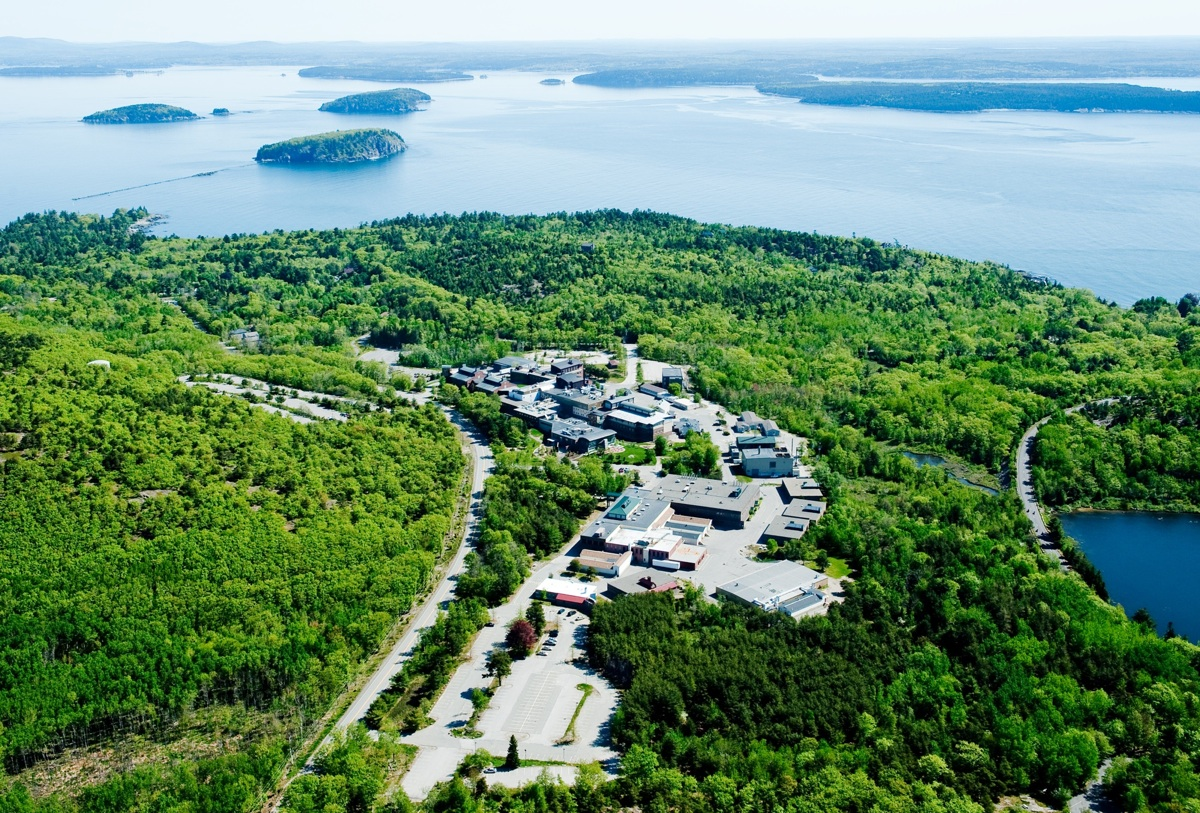
Jackson Laboratory
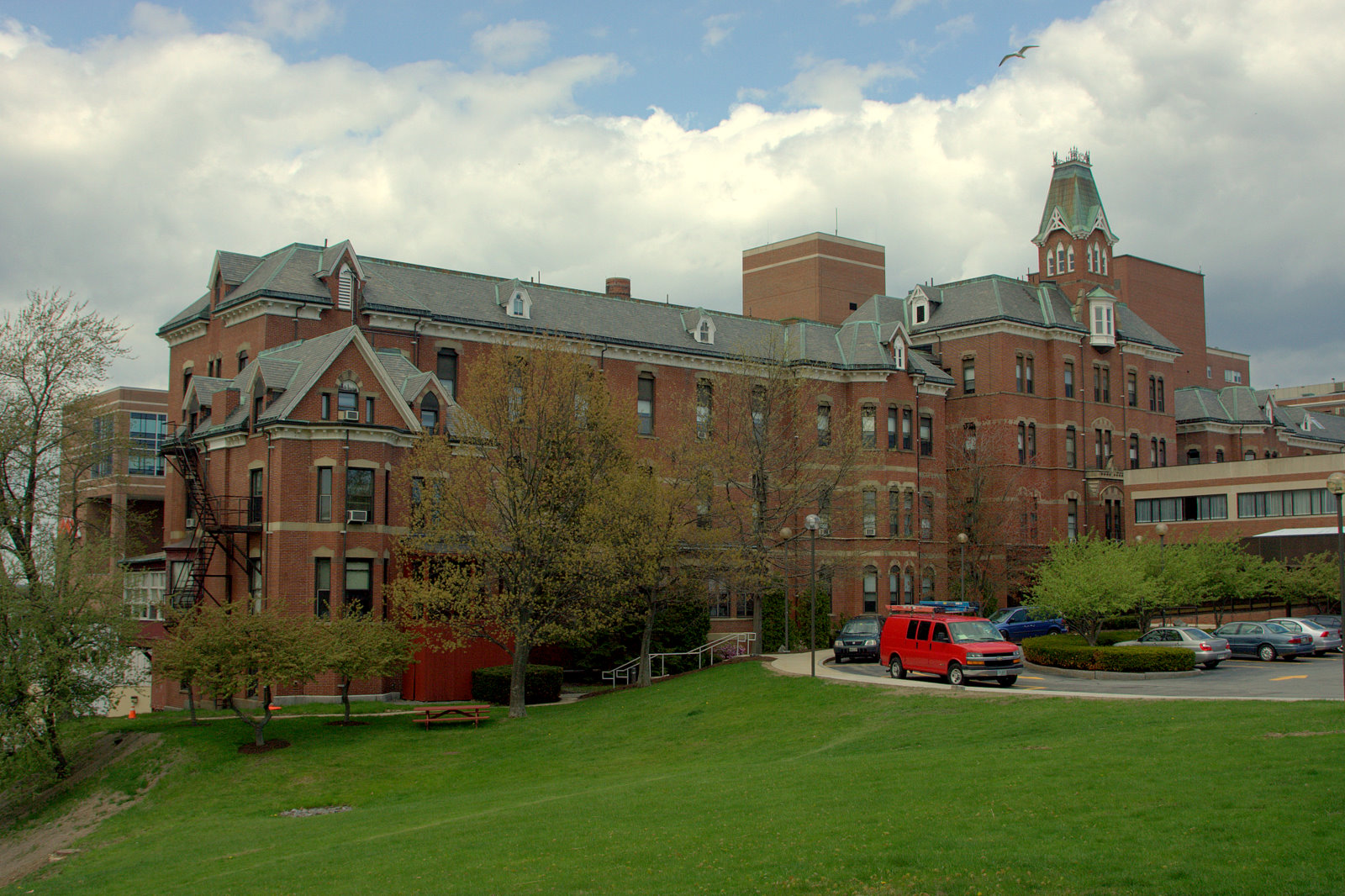
Maine Medical Center
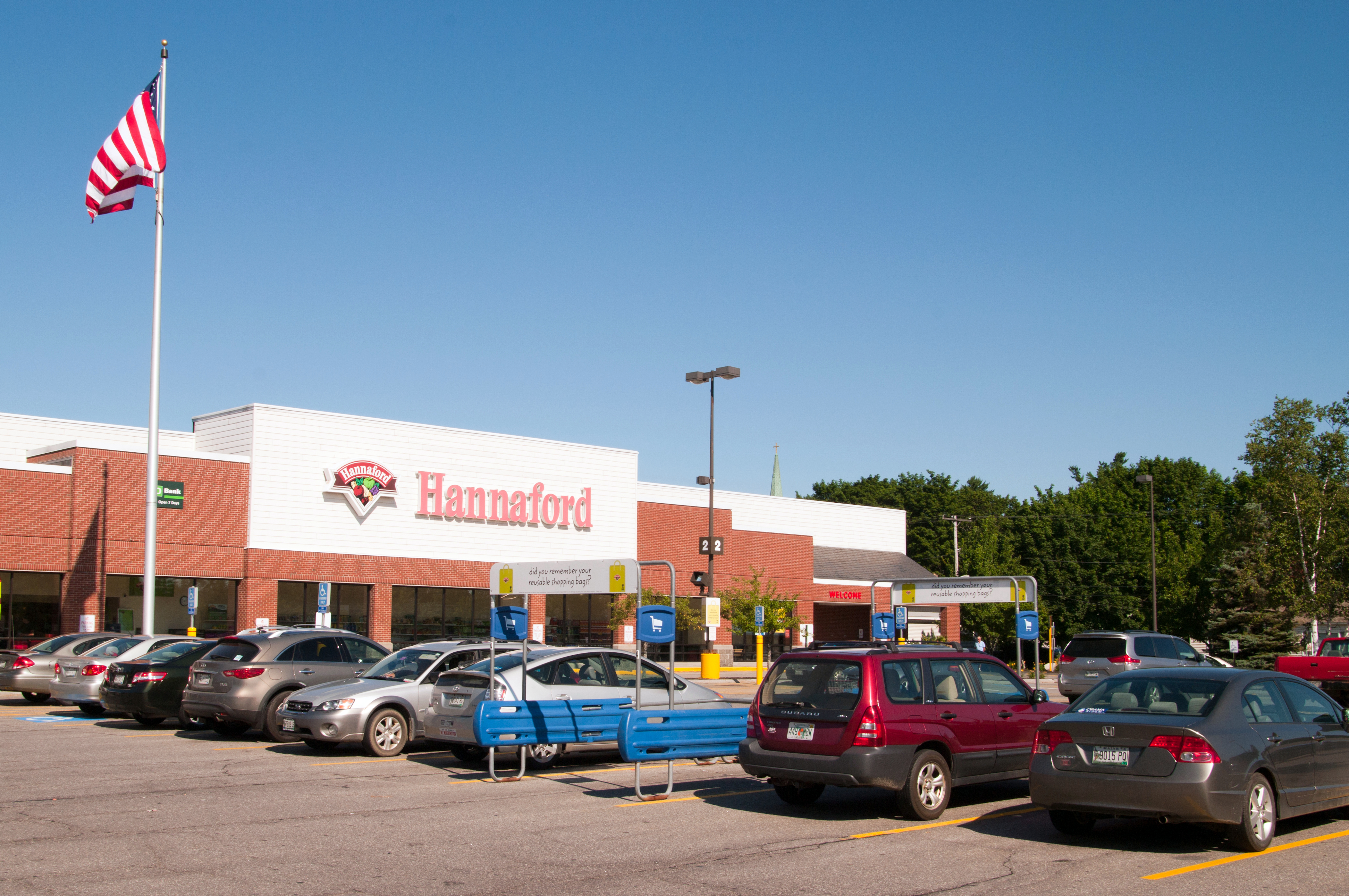
Супермаркет в Брансуике

## Наука и образование
Крупнейшими работодателями в сфере науки и образования являются университет Мэна (кампусы в Бангоре и Ороно), Jackson Laboratory (Бар-Харбор), Институт семейной медицины (Огаста), Бэйтс-колледж (Льюистон), университет Новой Англии (Биддефорд), Southern Maine Community College (Саут-Портленд), MDI Biological Laboratory (Бар-Харбор).

## Туризм
Наиболее популярными видами туризма и отдыха в штате Мэн являются охота (особенно на оленей, лосей и медведей), рыбалка, катание на снегоходах, горнолыжный спорт, катание на лодках, пеший туризм. В штате работает обширная сеть кемпингов, баз отдыха, летних лагерей, мотелей, гостиниц, загородных клубов, гольф-клубов и элитных курортов. В Бангоре расположен комплекс Hollywood Casino Hotel & Raceway, принадлежащий компании Gaming and Leisure Properties, а в Оксфорде — комплекс Oxford Casino компании Churchill Downs. Возле Фармингтона находится горнолыжный курорт Sugarloaf, возле Бетела (округ Оксфорд) — комплекс Bethel Inn Resort, возле Каско (округ Камберленд) — комплекс Point Sebago Resort, возле Фипсбурга (округ Сагадахок) — комплекс Sebasco Harbor Resort.

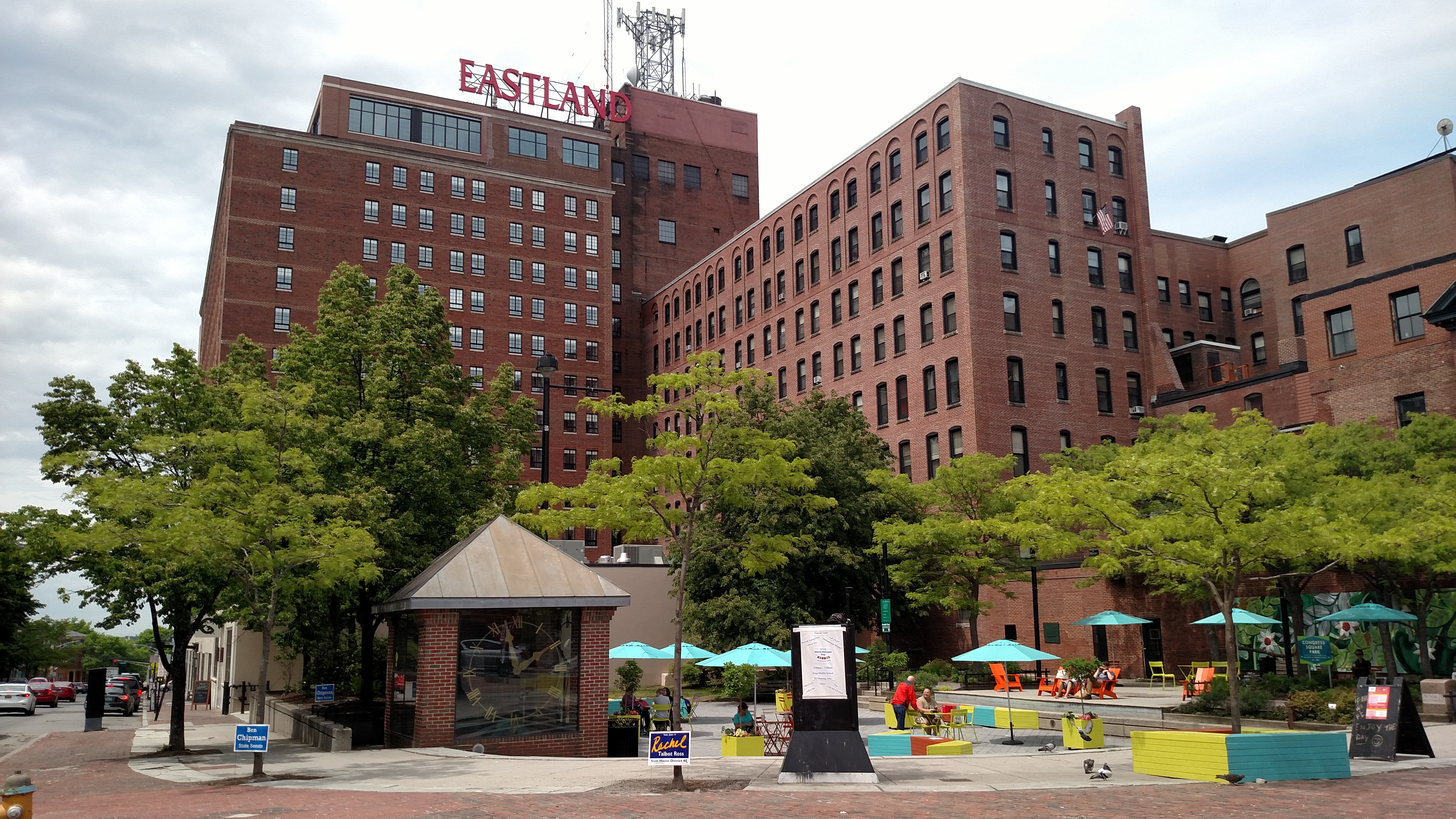
Отель The Westin в Портленде
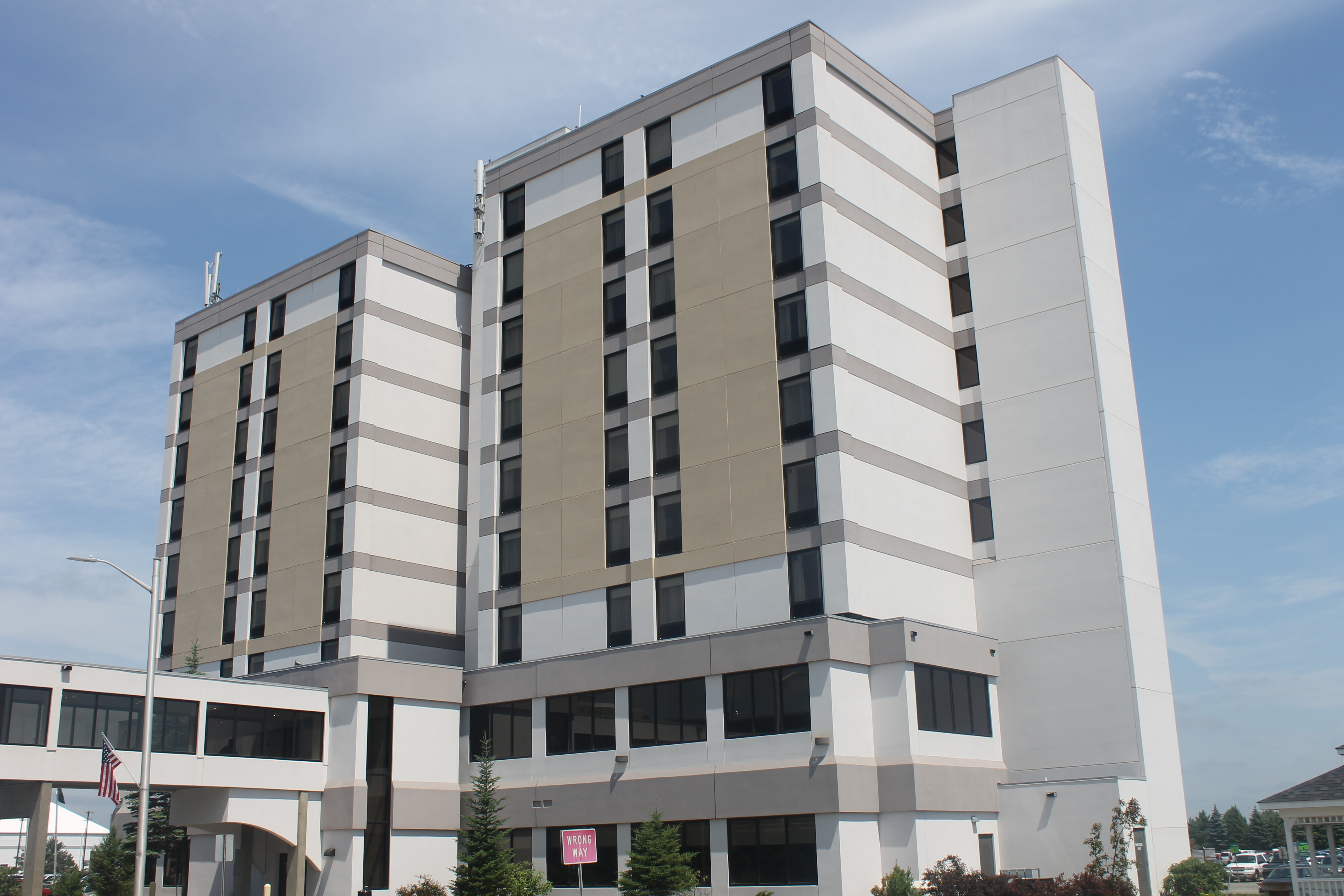
Отель Sheraton в Бангоре
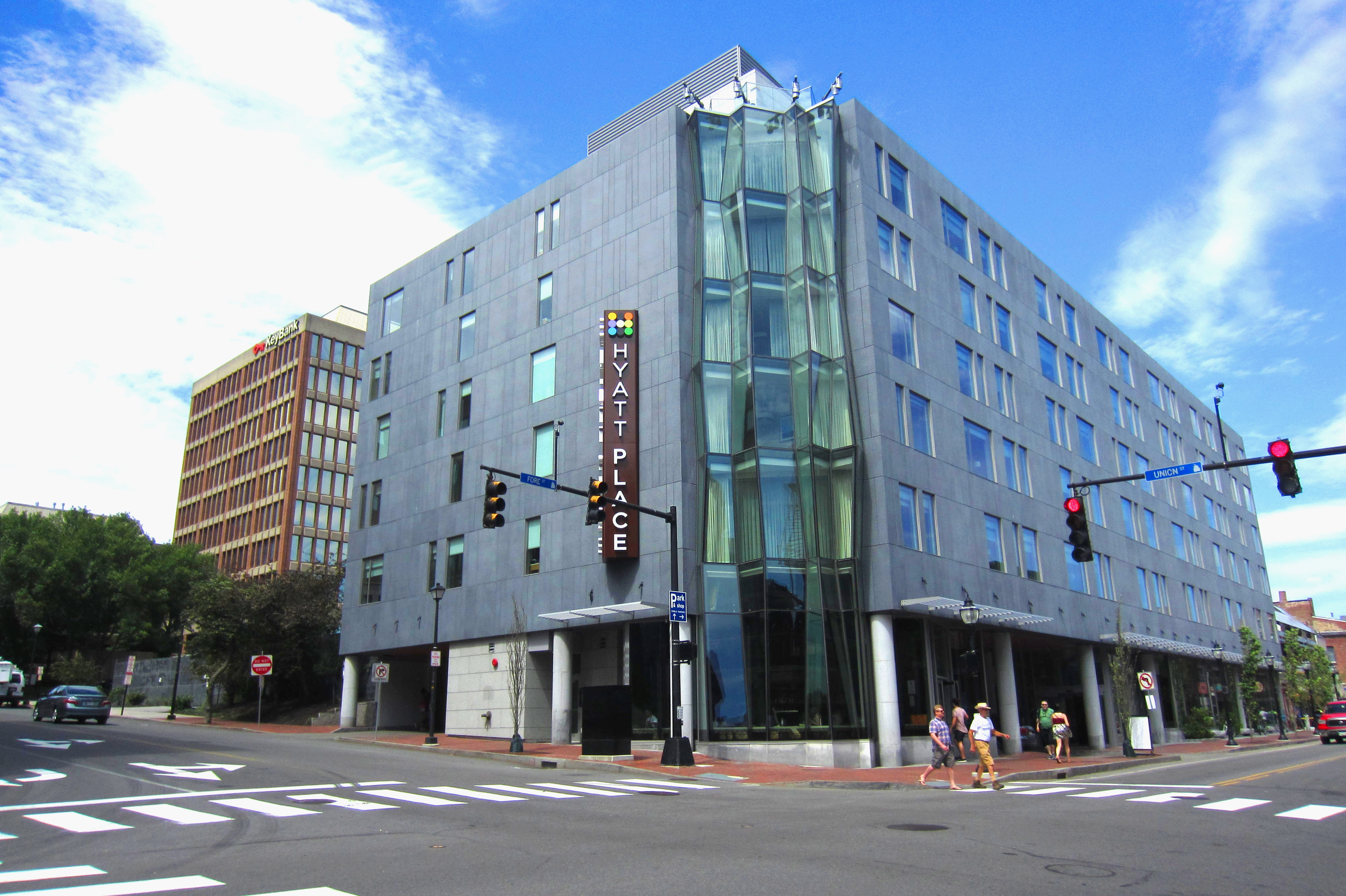
Отель Hyatt в Портленде

В Портленде и пригородах представлены почти все крупнейшие американские гостиничные сети — Marriott, Westin, Hyatt, Hilton, Ramada, Holiday Inn, Comfort Inn и Hampton. Наиболее популярными среди туристов локациями штата являются национальный парк Акадия, в том числе гора Кадиллак и остров Маунт-Дезерт, а также Аппалачская тропа и пустыня штата Мэн.

## Сельское хозяйство и рыболовство
Мэн является крупным производителем мяса птицы, яиц, молочных продуктов, говядины, баранины, свинины, картофеля (центр — округ Арустук), брокколи, голубики, яблок, тепличных помидоров, кленового сиропа, кленового сахара, сена, овса и семян; в прибрежных водах ведётся промышленный вылов рыбы (особенно лосося и форели), омаров и мидий. Кроме того, лосося искусственно разводят в заливе Мачайяс (округ Вашингтон). На Мэн приходится 18 % американского рынка лосося.